# Herm (île)
Pour les articles homonymes, voir Herm.
Herm (en guernesiais : Haerme) est la plus petite des îles Anglo-Normandes ouvertes au public. Elle est proche de l'île de Guernesey dont elle est séparée par la passe du Petit Ruau. L'île est administrée par le bailliage de Guernesey et possède son propre drapeau.

## Description
L'île de Herm a une superficie de 2,5 km2 pour une population résidente d'environ 60 habitants, qui travaillent tous pour le domaine touristique. Si la majeure partie des soixante habitants est anglicisée, la toponymie des lieux est d'origine normande et guernesiaise.
La liaison maritime entre l'île de Herm et celle de Guernesey relie directement la ville portuaire de Saint-Pierre-Port à Herm en passant près du phare de la tour Bréhon qui s'élève sur l'îlot de Bréhon au milieu de la passe du Petit Ruau.
Le moment le plus important dans l'histoire politique de l'île d'Herm fut l'année 933, lorsque les îles Anglo-Normandes furent annexées au duché de Normandie — elles restèrent une dépendance de la Couronne britannique après la division de la Normandie en 1204. Après l'annexion, Herm progressivement perdit ses habitants, notamment les moines.
En 1737, la Couronne britannique signa un bail de 15 000 livres sterling avec un gentleman-farmer, chargé de développer l'agriculture et l'élevage ; les locataires suivant ajoutèrent un hôtel, un manoir, et une tour de guet.
Entre 1570 et 1737, Herm a été utilisé comme un terrain de chasse par les gouverneurs de Guernesey ; ces parties de chasses aristocratiques se poursuivirent, et virent notamment l'introduction de faisans (toujours présents sur l'île) et de kangourous par le prince Blücher, pour servir de proies.
Une chapelle dédiée à saint Tugdual, construite avant le XIe siècle, fut restaurée en 1913 par le prince Blücher, alors Tenant de l'île.
L'écrivain sir Compton Mackenzie séjourna sur l'île entre 1920 et 1923.
Herm resta une île privée, accessible au public un ou deux jours par semaine, jusqu'à la Seconde Guerre mondiale. En 1946, l'État de Guernesey a acheté l'île à la Couronne britannique pour 15 000 £. En 2008, l'île a été louée pour 36 ans à une nouvelle société, qui gère notamment les installations touristiques et les magasins.

## Drapeau
Le drapeau de l'île d'Herm est blanc avec une croix de saint Georges rouge. Dans le canton supérieur gauche se trouve un bandeau reprenant les armoiries de Herm. Le drapeau de l'île d'Herm a été créé par le vexillologiste britannique William Crampton en 1952. Il a été officiellement adopté en 1953. Avant vers 1951, Herm utilisait un drapeau bleu avec les armoiries de Guernesey.

## Galerie

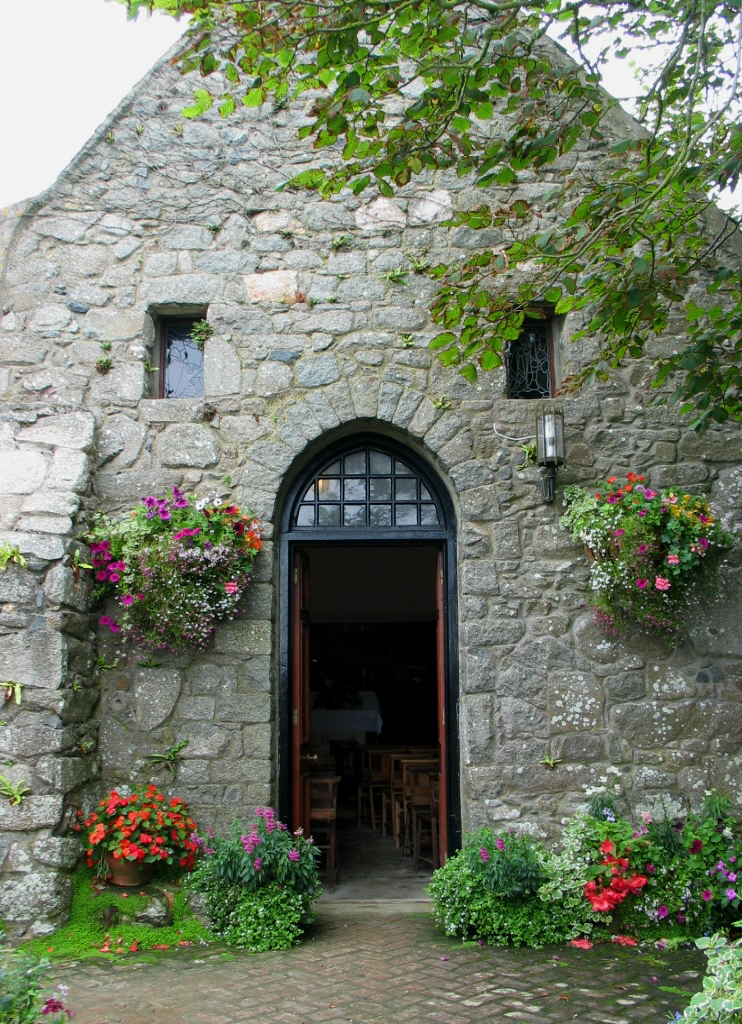
La chapelle Saint-Tugual à Herm
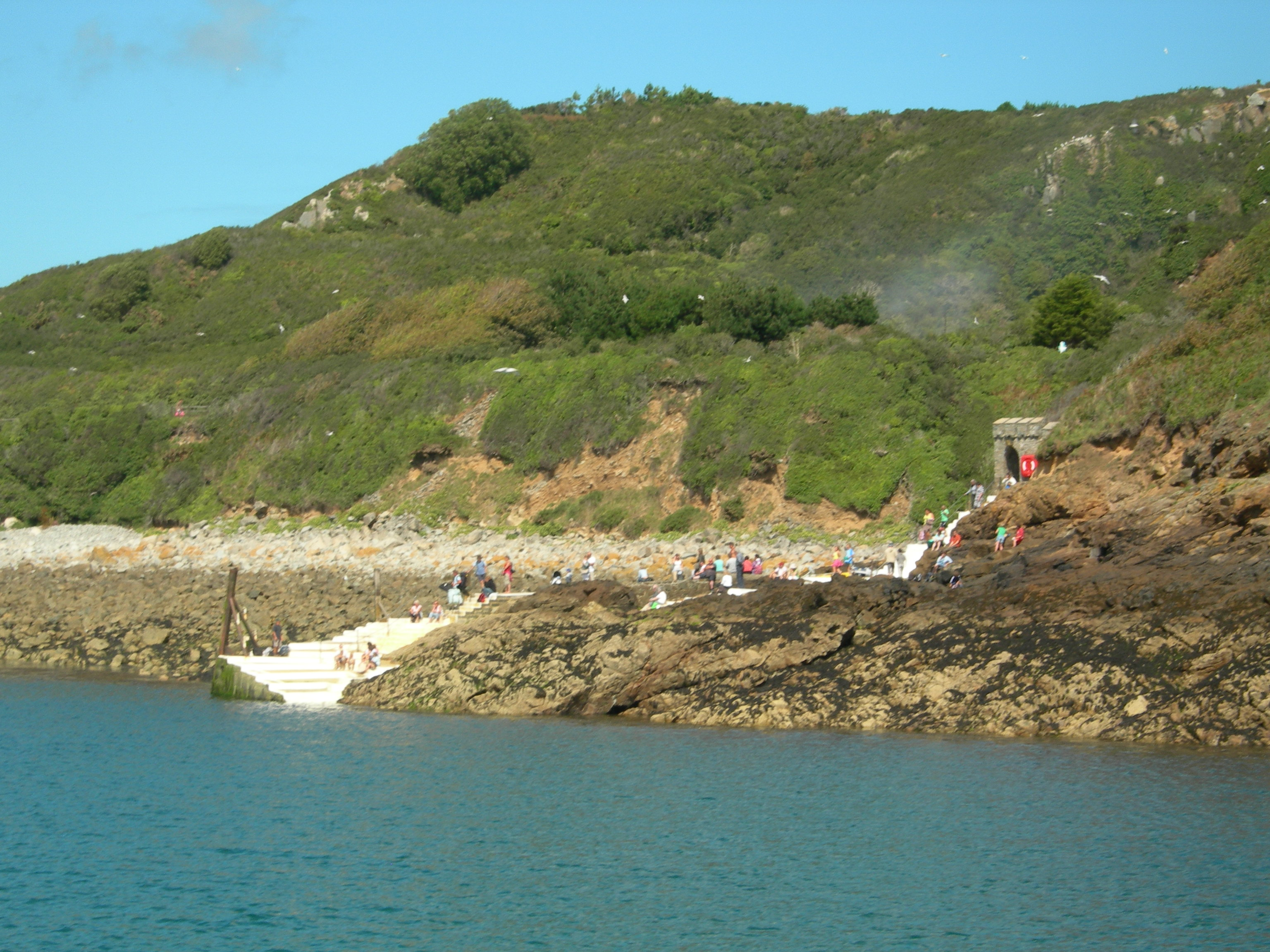
Passagers à l'attente du bateau au quai à marée basse, embarquement au Rosaire à Herm
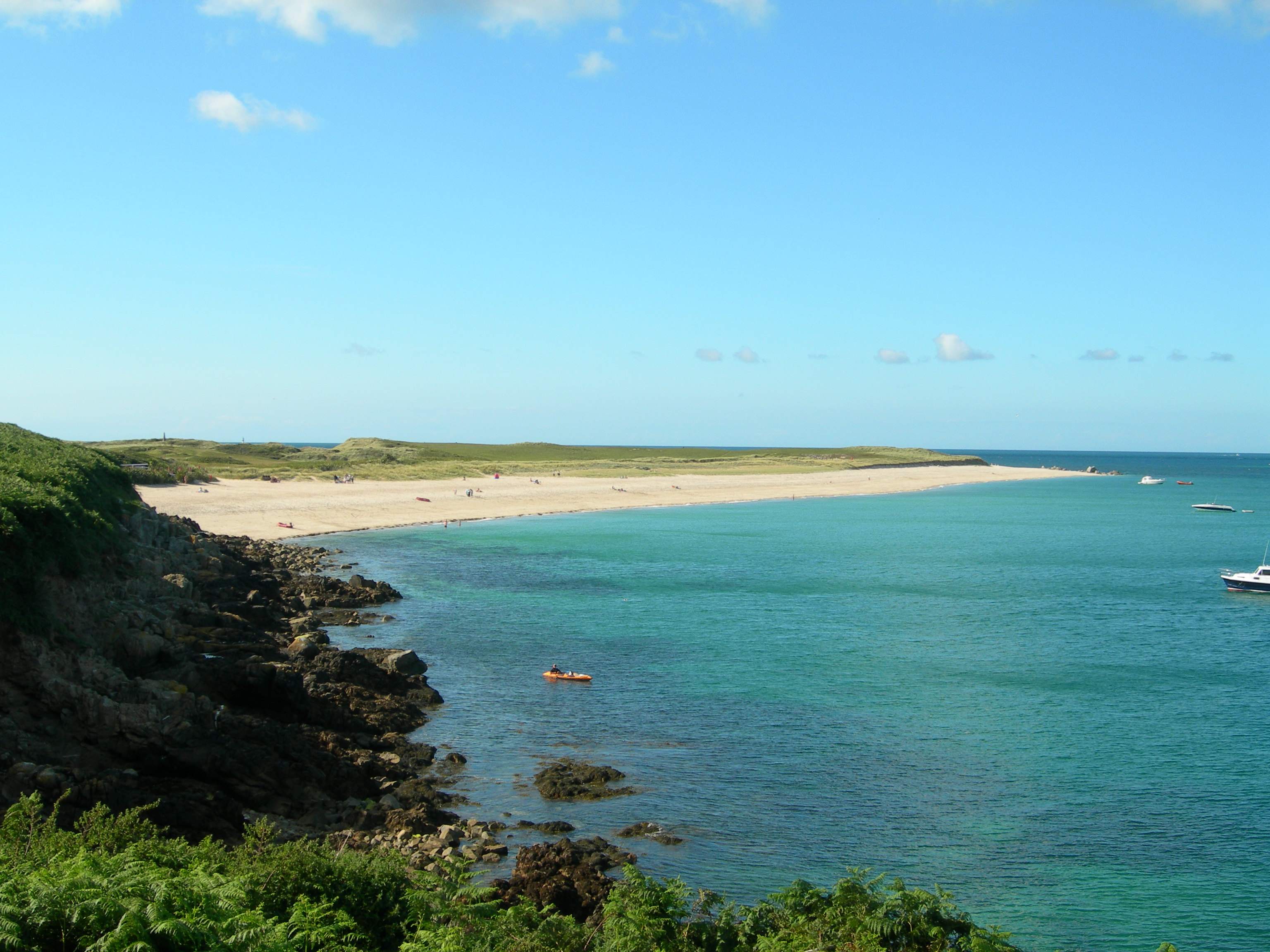
La plus grande plage d'Herm Shell beach et la pointe du Gentilhomme
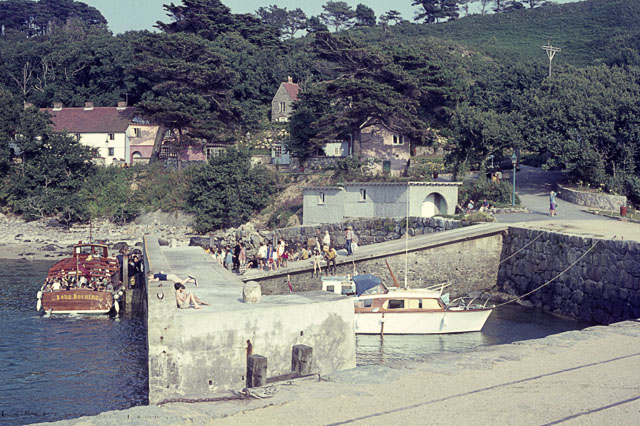
Le petit port de Herm
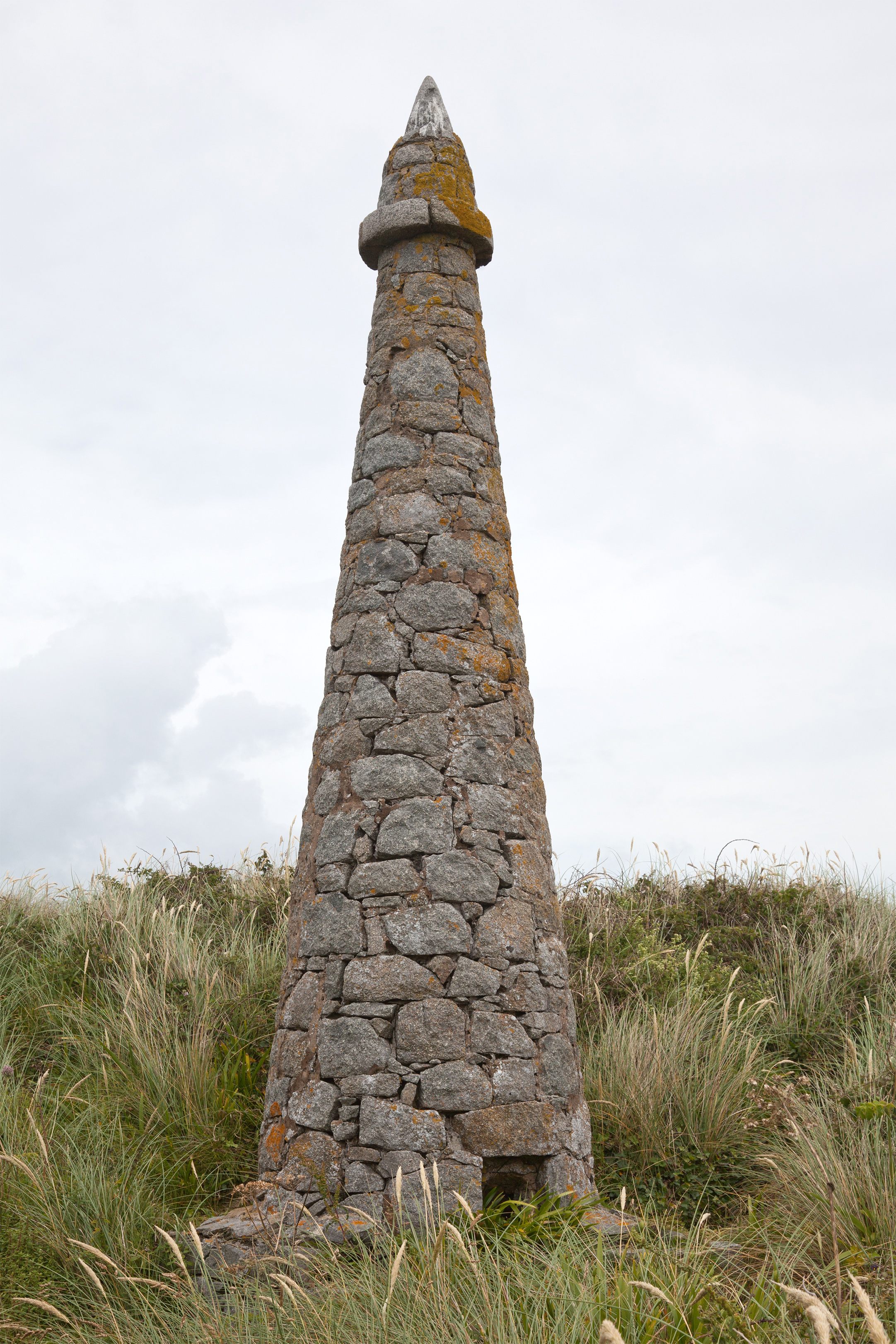
Obélisque au lieu-dit de la Pierre aux Rats
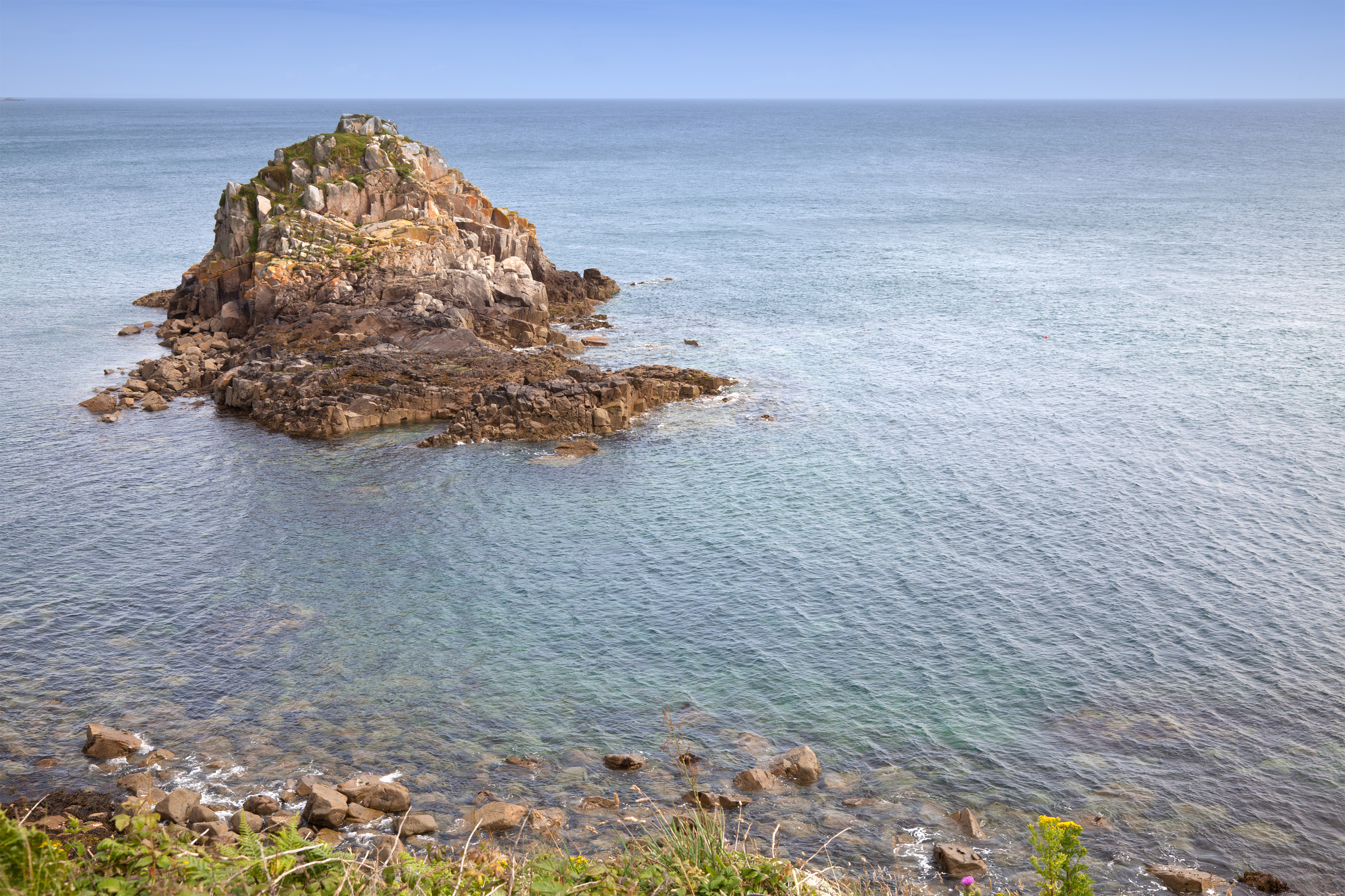
L'îlot rocheux de Caquorobert
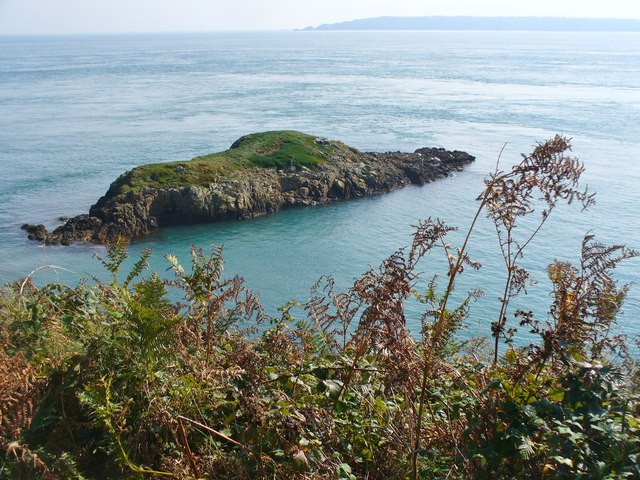
L'îlot rocheux de Putrainez